# Ara Harutiunian
Ara Harutiunian (orm. Արա Հարությունյան; ur. 28 marca 1928 w Erywaniu, zm. 28 lutego 1999 tamże) – ormiański i radziecki rzeźbiarz.

## Życiorys
W 1954 roku ukończył Instytut Sztuki i Teatru w Erywaniu, w 1974 roku został wykładowcą na tejże uczelni, od 1988 na stanowisku profesora.
W 1977 roku otrzymał tytuł Ludowego Artysty Armeńskiej SRR. Część jego prac znajduje się m.in. w Narodowej Galerii Armenii oraz w Galerii Tretiakowskiej. Był członkiem korespondentem Akademii Sztuk Pięknych ZSRR, przekształconej następnie w Rosyjską Akademię Sztuk Pięknych.

## Prace
- Arrjuc/Առյուծ (1958)
- Majr Hajastan/Մայր Հայաստան (1967)
- pomnik żołnierzy 89 Dywizji Strzeleckiej w Sewastopolu (1961)
- pomnik Sajata-Noway (1963)
- Jerewan-Karrara/Երևան-Կարրարա (1964)
- Wahagn Wiszapakagh/Վահագն Վիշապաքաղ (1965)
- Arciw szinarar/Արծիվ շինարար (1966)
- płaskorzeźby przy wejściu do Teatru im. Gabriela Sundukiana w Erywaniu (1966)
- Sardarapati huszahamaliry/Սարդարապատի հուշահամալիրը (1968)
- pomnik Gabriela Sundukiana (1972)
- Musalerr/Մուսալեռ (1975)
- Cowahars/Ծովահարս (1976)
- Mher Mkrtczjan/Մհեր Մկրտչյան (1979)
- Anii korcanumy/Անիի կործանումը (1982)
- Spasum/Սպասում (1982)
- pomnik Komitasa (1988)